# Hatfield Palace
Hatfield Palace dont la construction originelle a été appelée Bishop's Hatfield, est édifiée en 1485 à l'initiative du cardinal et évêque d'Ely John Morton, ministre en chef du roi Henri VII d'Angleterre. Devenu au fil du temps, quadrilatère avec une cour intérieure, Henri VIII le dédie à être la « crèche » des enfants Tudor.
Patrimoine national protégé du Royaume-Uni, classé grade I, Hatfield Palace est aujourd'hui l'un des principaux exemples les plus représentatifs de l'architecture anglaise des constructions médiévales en brique.
Cet édifice ne doit pas être confondu avec Hatfield House, situé sur le même site à quelques centaines de mètres, mais bâti en 1611 par Robert Cecil et d'architecture jacobéenne.

## Histoire

### Étymologie
L’étymologie du nom de "Hatfield" provient du saxon, de haep et de feld signifiant "La terre couverte de bruyères".

### De la Préhistoire au Moyen Âge
Des recherches archéologiques, dans la commune de Hatfield, ont fait apparaître la présence de civilisation sur le site depuis l'âge de pierre. Il a été trouvé des silex taillés laissant supposer l'existence d'habitation datant de cette époque. Un marbre blanc, utilisé dans la fabrication de bains romains et des morceaux de poteries, de briques et de tuiles en bois, mis au jour dans les terres situées aux alentours de Bishop's Hatfield, laissent suggérer la présence d'un édifice romain. Bien qu'il soit avéré la présence de colonies saxonnes aux alentours, la première mention de Hatfield enregistrée est la Charte attestant de la cessation de la propriété des terres de Hatfield par Edgar le Pacifique aux moines d'Ely, en 970.
Auparavant les terres de Hatfield, incluant forêts de grands chênes et terres arables bordées par un cours d'eau nommé Lea, appartiennent à un riche marchand Ordmaer et à sa femme Æalde. Leur fille Æthelflaed est la femme du roi Edgar le Pacifique,. Léguées au roi à leurs décès, il donne à son tour, les terres au monastère d'Ely à la condition de construire sur Hatfield, une abbaye. Cet octroi aux mains de l’Église d'Ely est confirmé par Ethelred et Édouard le Confesseur dans Liber Eliensis, une chronique écrite dans l'Abbaye d'Ely.
Hatfield est également recensé en qualité de curée paroissiale en 1086 dans le Domesday Book avec un descriptif succinct : petite ville de 12 maisons et de 18 villageois avec marché et deux moulins à eau. La description de la paroisse fait état d'un grand domaine de 40 hectares de forêts et de terres sur lesquelles on pourrait élever 2 000 cochons. Les serfs dédiés aux travaux des moines sont au nombre de six. Les moines d'Ely lèguent ensuite le site aux abbés d'Ely puis aux évêques d'Ely qui en disposent en 1109 agrémenté de plusieurs constructions et de parcs.

Au regard des voies de communications découvertes, il semble que les restes de trois routes de l'époque romaine permettaient l’accès à la commune et plus particulièrement à celui d'Hatfield Park, depuis Londres. Située à une trentaine de kilomètres, à égale distance entre Londres au sud et la ville d'Ely au nord, il est probable que, très tôt, avant le premier millénaire, les familles de fermiers de Hatfield dont l’activité principale est l'agriculture desservaient aussi bien les marchés locaux que ceux de la capitale. 
Durant quatre siècles, les évêques d'Ely, à l'image des précédents ecclésiastiques, transforment le site au fil des visiteurs royaux qu'ils reçoivent, en finançant chacun leur tour des agrandissements. Des parcs comme Great Park et Gacelyn’s Park, recensés en 1222 et 1300, sur lesquels les évêques élèvent des cervidés pour la distraction des chasseurs de la noblesse, viennent enrichir le domaine. Traversé par la Great North Road, Great Park est accessible par 3 portails différents situés au nord, sud et est, où un péage est perçu pour "Toute charrette chargée et pour tout cheval monté". Les évêques d'Ely touchent aussi des revenus de la location des bois et des pâtures, aux fermiers qui les utilisent pour l'élevage. La terre également rapporte des revenus comme celle d'un champ dont le nom évocateur "Clay Field"  fournit de la terre argileuse adaptée au travail de la poterie. Les bois enfin, rapportent des revenus en tant que matière renouvelable de construction et aussi matière pour faire du charbon de bois.  

### Sous la dynastie des Plantagenêt
En 1211, le roi Jean sans Terre alors qu'il rentre d'un voyage à Bristol, y séjourne en mars, le temps d'un week-end avant de regagner Londres .
En 1252, Guillaume de Valence, le demi-frère de Henri III, est pris en train de chasser le cerf, sans permission, dans le parc de Middle Park consacré à leur élevage.
Édouard Ier en février 1303 passe plusieurs jours à Hatfield. Édouard II y est reçu en juillet 1309.
Édouard III y passe six séjours au cours de son long règne, dont le Noël 1336. Sa femme, Philippa de Hainaut y met au monde William (Guillaume), le 16 février 1337 qui décédera le 8 juillet de la même année. Il sera inhumé sous le nom de William de Hatfield.
L'évêque d'Ely et Trésorier d'Angleterre, John Barnet décède le 7 juin 1397 à Bishop Hatfield, devenu Palais épiscopal.
En 1431, la reine Catherine de Valois, veuve de feu Henri V d'Angleterre et femme de Owen Tudor, met au monde Jasper Tudor au palais épiscopal de Bishop Hatfield.
L'évêque d'Ely, Philip Morgan décède le 25 octobre 1434 à Palace Hatfield.
En 1441, Cécile Neville, Duchesse de York et femme de Richard Plantagenêt, Duc de York, enceinte de plus de 6 mois, décide de s’arrêter à Hatfield pour l'accouchement de son prochain enfant. A cette époque, le manoir est sous la possession de l’évêque d'Ely – Louis de Luxembourg -  archevêque de Rouen dont la ville est une possession anglaise. L’archevêque est une des connaissances du couple royal qui le lui loue. Elle y met au monde le 10 février 1441, Henry d'York, nommé ainsi en hommage au roi Henry VI. L'enfant décédera après son baptême à Westminster, soit 4 ou 5 jours après sa naissance.
Sous le règne d' Henry VI, l' évêques d'Ely, Louis de Luxembourg décède le 18 septembre 1443  au palais épiscopal de Bishop Hatfield.

### Sous la dynastie des Tudor
Sous les Tudor, une route décrite comme « modérément bonne » menait de Londres à Hatfield. Cette route bien que « maintenue », serpente entre les collines et est plus connue comme étant la grande route du Nord, "Great North Road", conférant à Hatfield le statut de carrefour de voies de communication.
Le sixième enfant d'Henri VII et d'Élisabeth d'York, frère cadet du futur Henri VIII et 3e dans l'ordre de succession au trône, Edmond Tudor meurt subitement à Bishop's Hatfield, le 19 juin 1500, à l'âge de 1 an et demi. 
En 1514, le forgeron du roi Henri VIII - Hannibal Zenzano - devient locataire du manoir et gardien des parcs. Il semble que c'est à cette époque qu'Henri VIII utilise le domaine, à son gré, comme s'il en était propriétaire. Ainsi, le 16 juillet 1517, la sœur cadette d'Henri VIII, Marie Tudor, y donne naissance à Frances Brandon, la future mère de Jeanne Grey, la « reine de neuf jours »,. Frances est baptisée dans l'église de Sainte Ethelreda, située à l'ouest de Hatfield Palace. Henri VIII séjourne lui-même à Hatfield en novembre 1522, en 1524, en août 1525 et en 1528. Sa fille Marie - future Marie Ire d'Angleterre et Reine consort d'Espagne - issue de son premier mariage avec la reine Catherine d'Aragon, ainsi que sa cour y ont leurs propres quartiers.  

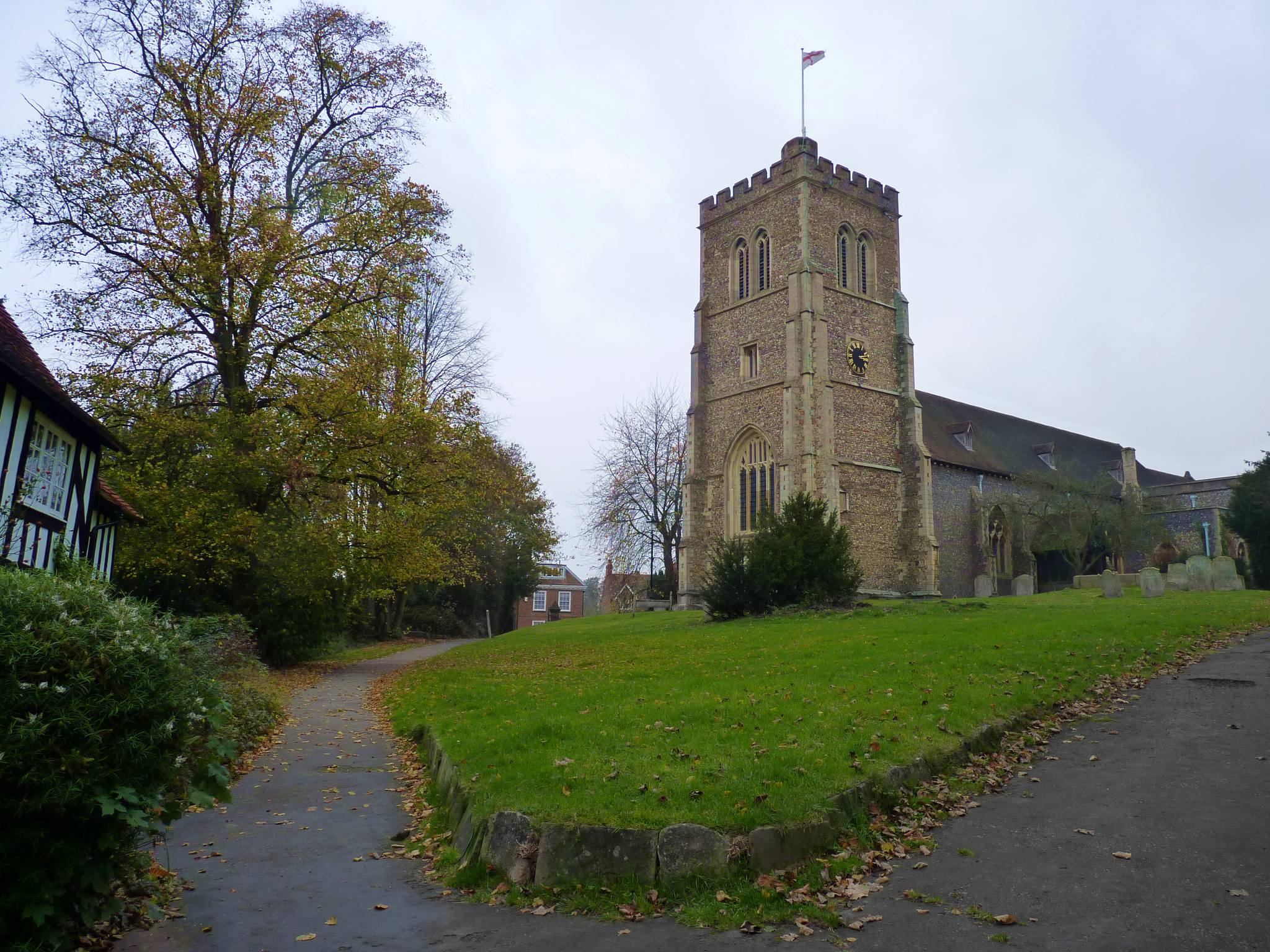
Église de Sainte-Ethelreda.

En 1532, Henri VIII impose au fil du temps, tant au Parlement qu'au Concile des Ecclésiastiques la Reforme protestante et les canons de la nouvelle Église anglicane aux dépens du catholicisme, depuis l'entrée en vigueur des lois anti-catholiques de la Réforme, confirmées par l'Acte de restriction des appels de 1532 et l'Acte de suprématie de 1534.
Situé alors en pleine campagne, proche de Londres, ce palais, qu'Henri VIII apprécie depuis de nombreuses années, forme un quadrilatère entourant une cour centrale,.
En 1533, à la naissance de sa fille Élisabeth, Henri VIII destine Hatfield Palace à être "la crèche de ses enfants". Élisabeth – fille d'Anne Boleyn et future reine d'Angleterre sous le nom d'Élisabeth Ire - y est installée à l'âge de trois mois, accompagnée de sa maisonnée composée de domestiques, de dames de compagnie et de tuteurs. En 1534, Dame Anne Shelton est nommée gouvernante des filles d'Henri VIII et son mari sir John Shelton, gestionnaire de leurs deux maisonnées.
À la naissance de sa demi-sœur Élisabeth, Marie est âgée de 17 ans. Ayant grandi au Château de Beaulieu (en) dans l'Essex et à Ludlow, elle a depuis longtemps ses quartiers à Hatfield avec sa maisonnée. Mais, consécutivement à la déchéance de sa mère qui, par l'annulation de son mariage, perd son titre de reine consort d'Angleterre, Marie, devenue bâtarde, est déchue à son tour de ses droits et privilèges, de son titre de princesse royale au profit de sa demi-sœur Élisabeth. Le Premier Acte de Succession l'exclut de la liste des prétendants au trône d'Angleterre. En rébellion et pour montrer son désaccord, Marie n’hésite pas lors des cérémonies londoniennes et devant la cour, à porter des vêtements aux couleurs de sa mère Catherine d'Aragon la Catholique, rehaussés de jaune alors que le mauve et ses tonalités prévalent. Ne reconnaissant ni la légitimité de la nouvelle reine Anne Boleyn, ni la perte de son titre, Marie est alors punie par son père, à être dame de compagnie de sa sœur cadette, sous l'appellation de „Lady Mary, fille du Roi“,.  
En 1534, Henri VIII acquiert l'usufruit des biens du clergé catholique et de tous les ordres mendiants dont les revenus annuels ne dépassent pas 200 livres, par la mise en vigueur du Premier Acte de dissolution des Monastères, soit à peu près 250 . Hatfield Palace dont le revenu est supérieur n'est pas affecté par cette loi.

La naissance du premier héritier mâle Édouard, si souvent attendu, rebat les cartes en 1537. 
Les deux filles d'Henri VIII, âgées de 21 ans et de 4 ans, deviennent illégitimes par le Second Acte de Succession et, sont rejointes à Hatfield Palace par leur demi-frère – fils de Jeanne Seymour et futur Édouard VI d'Angleterre. Selon la règle de primogéniture, il devient alors le premier et seul prétendant à la succession au trône d'Angleterre. Élisabeth bénéficie alors de l'enseignement dispensé par les tuteurs et professeurs chargés de l'éducation donnée au futur roi. Les deux derniers enfants du roi passent à Hatfield une enfance heureuse et protégée des soubresauts de la cour londonienne. 
En 1538, un échange est effectué entre l'évêque d'Ely Thomas Goodrich et Henri VIII dont les termes sont  l'obtention des droits de propriété de Hatfield Palace pour Henri VIII, en contrepartie de la restitution à l’évêque d'Ely, de certains évêchés précédemment saisis, situés dans le Cambridgeshire et l'Essex. Henri VIII scelle définitivement l'achat de la propriété par l'octroi de 40 livres à l'évêque d'Ely et fait rentrer le palais d'Hatfield dans le giron des résidences royales,.
Peu de temps après en 1538, par le Second Acte de dissolution des Monastères, Henri VIII  saisit les biens du clergé catholique et de tous les ordres mendiants dont les revenus annuels sont supérieurs à 200 livres, soit à peu près les dernières 550 unités. Les biens seront soit offerts ou vendus aux nobles et chevaliers de sa cour d'Henri VIII afin de remplir les caisses de l’État, soit des propriétés de la Couronne.
En 1549, l'entourage du roi et d’Édouard VI, régnant depuis la mort de son père en janvier 1547, s’inquiètent du rapprochement entre Élisabeth et Thomas Seymour - l'oncle d’Édouard VI et veuf de Catherine Parr. Le conseil de Régence accuse ce dernier de complot envers le roi, en cherchant à épouser Élisabeth. Alors qu'il est exécuté, Élisabeth subit des interrogatoires poussés, menées par Robert Tyrwhitt, à Hatfield Palace desquelles elle ressortira sans avoir rien avoué. 

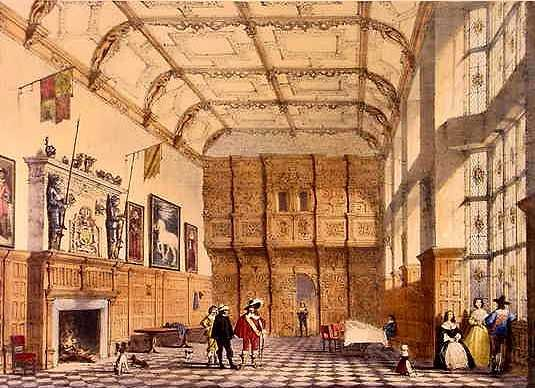
The « Banqueting Hall ».

Édouard VI transmet en 1549 les droits de propriété de Hatfield Palace à John Dudley, comte de Warwick, pour service rendu. Élisabeth, très attachée à ce lieu, déplore cette perte, et le comte de Warwick, pour lui être agréable, les rend au roi dès 1550. Après le consentement du Conseil privé, les droits de propriété de Hatfield Palace sont définitivement cédés à Élisabeth qui donne, en compensation, des terres au comte de Warwick .
Plus tard en 1553, Marie succède à son demi-frère Édouard VI, en qualité de première reine régnante d'Angleterre. Durant les cinq années de son règne, Hatfield Palace sera, dès juin 1555 pour Élisabeth le lieu attitré de sa résidence surveillée, assurée par un des membres du Conseil privé : Sir Thomas Pope. Elle y réside avec une partie de sa maisonnée dont Isabella Markham, une de ses six dames de compagnie. Avant, elle aura été enfermée deux mois à la Tour de Londres puis un an entre 1554 et 1555 au Palais de Woodstock. En fait, l'entourage de Marie Ire, d'obédience catholique qui participe à la restauration de  l'Église de Rome et la religion catholique, et malgré le récent mariage de la reine avec le futur roi  Philippe II d'Espagne qui ancre un peu plus l'Angleterre dans le Catholicisme, craint un complot des protestants anglicans susceptible de la destituer au profit de sa demi-sœur Élisabeth, alors seule représentante d'obédience protestante dans la succession au trône.
 En 1556 et durant 2 ans, elle reçoit régulièrement la visite de Robert Dudley alors marié à Amy Robsart. Séduisant et fin d'esprit, elle s’en éprend.
La reine et Élisabeth se rencontrent une dernière fois à Hatfield Palace en 1557, et leur entrevue semble avoir été agréable. En avril de la même année, Élisabeth âgée de 24 ans, reçoit la demande en mariage d'Emmanuel-Philibert de Savoie qu'elle rejette. Elle accueille, en mai 1558, l'ambassade de Suède, venue lui apporter la proposition de mariage d'Éric, fils de Gustav Vasa, roi de Suède qu'elle refuse également.
En novembre 1558, Élisabeth est sous un chêne du parc du château lorsqu'elle apprend de Robert Dudley qu'elle est reine d'Angleterre, et lui apporte la bague royale - gage du monarque régnant -, à la suite de la mort de Marie Ire. Son premier acte de souveraine est de réunir son premier conseil d'État dans " The Banqueting Hall", une pièce située dans une partie de l'aile du palace, encore existante, où elle nomme son loyal conseiller William Cecil ministre en chef et l'élève à la dignité de Lord Burghley.
Durant son règne, elle dédie son domaine à la location dont plusieurs Lords du parlement bénéficieront et consacre ainsi les revenus à son entretien. Plus qu'à tout autre Tudor, Hatfield est traditionnellement associé au personnage d’Élisabeth.

### Sous la dynastie des Stuart
En 1607, le roi Jacques Ier échange avec Robert Cecil, son ministre en chef, Hatfield Palace contre Theobalds House près de Cheshunt, la maison ancestrale de la famille Cecil,. Un acte parlementaire de 1607, sauvegardé dans les archives de la famille Cecil, témoigne de cet échange. Dès 1607, prétextant que le palais n'est pas en l'état "habitable" à l'encontre des nombreuses factures archivées prouvant le contraire,  Robert Cecil décide de démolir les trois quarts de la construction originelle et utilise les briques pour bâtir les fondations de sa nouvelle construction, Hatfield House dont l'édification se terminera en 1611. L'aile restante de Hatfield Palace est transformée pour devenir les étables de la nouvelle construction.

### DuXXesiècleà nos jours

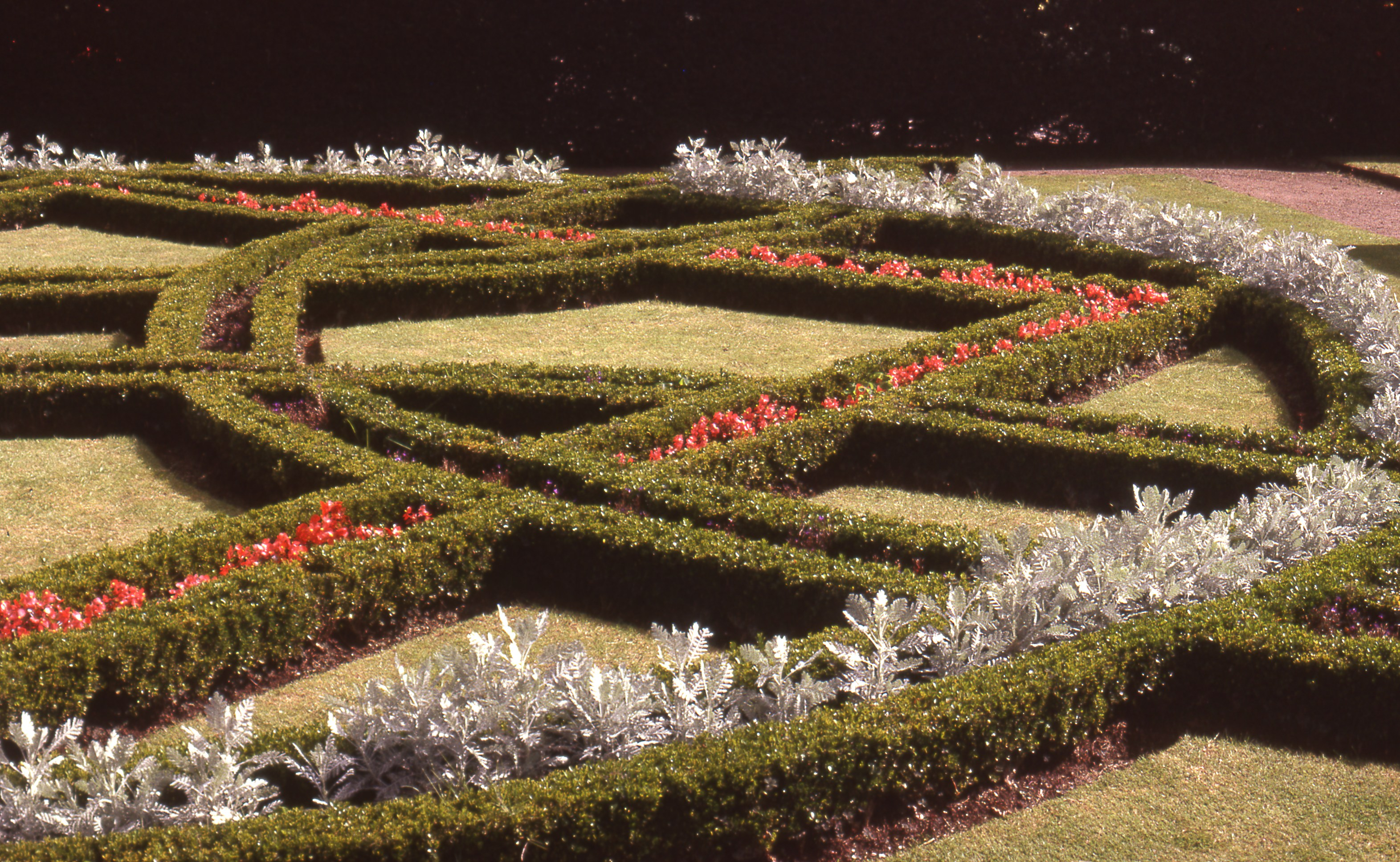
Exemple typique du jardin Tudor (Knot garden).

En 1915, l'aile ouest restante de Hatfield Palace est restaurée par James Edward Gascoyne-Cecil, 4e marquis de Salisbury. Construite en brique rouge et dotée de son toit originel en bois, elle a survécu aux trois derniers siècles, utilisée alors comme les étables de Hatfield House. L'aile est flanquée de deux tours, donnant sur un "Knot Garden", dont l'usage était de desservir les autres ailes et les étages supérieurs. Une porterie est demeurée à une des extrémités de l'aile, accessible via un porche. L'aile comprend le grand hall : The « Banqueting Hall », une cuisine, des « butteries » et un « solar »,,. Au premier étage, enfin, se situe des pièces dont l'usage était réservé aux domestiques. 

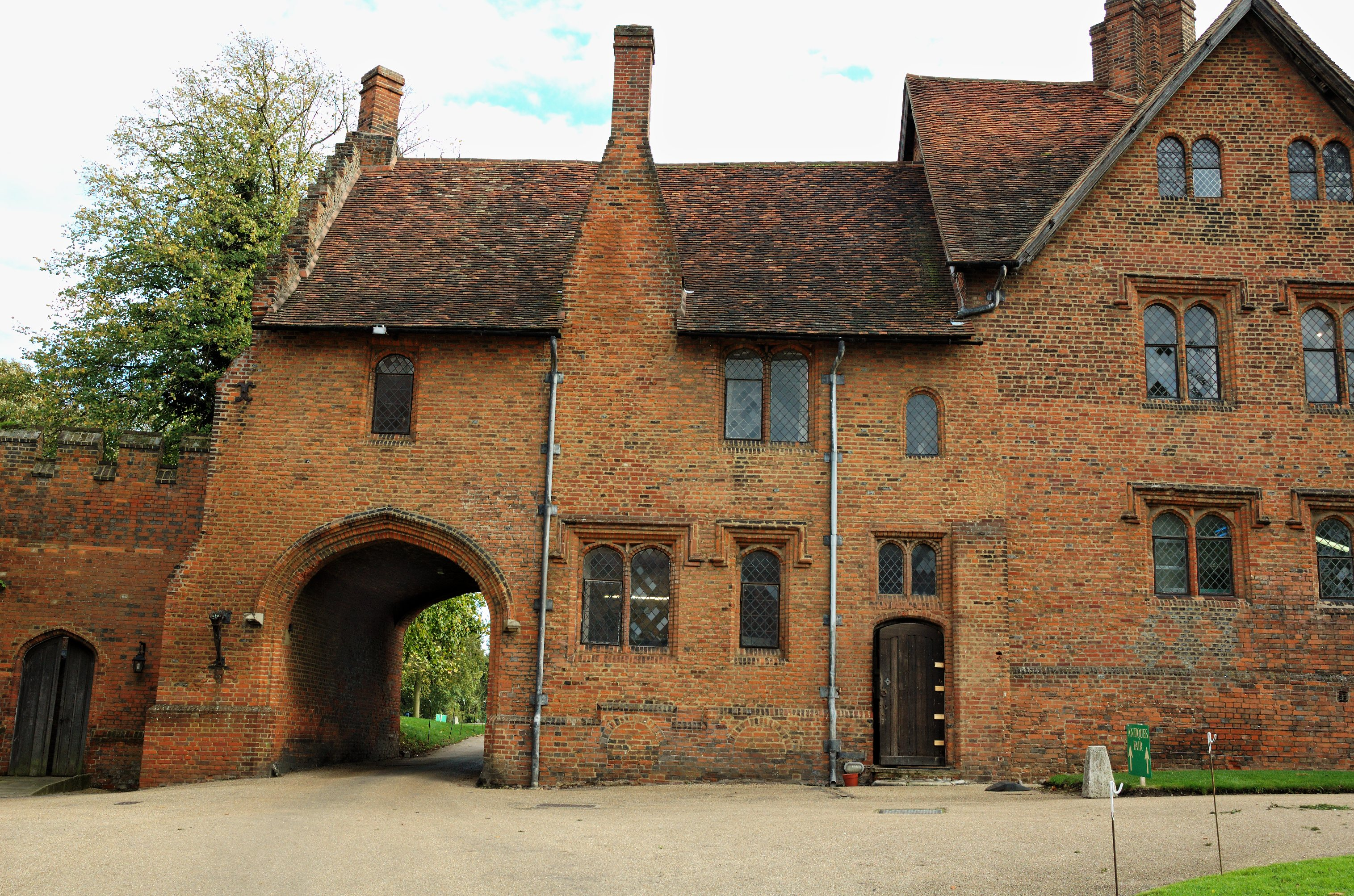
Porche d’accès à la porterie.

En 2008, Robert Michael James Cecil, 7e marquis de Salisbury, annonce un plan d'investissement pour dynamiser le « Old Hatfield », le quartier attenant au portail ouest du domaine .En 2012, le trajet de la flamme olympique des JO de Londres comprenait un arrêt devant Hatfield House durant lequel un relais a été effectué En juin 2014, la reine Élisabeth II plante, lors d'une action commémorative à l'occasion de la célébration nationale de son jubilé de Diamant, un chêne près de celui où, selon la légende, Élisabeth Ire avait appris en 1558 son avènement au trône.